# Ighzrane
Ighzrane (franska: Ighzrane (CR), Ighzrane (Commune Rurale), arabiska: عزابة) är en kommun i Marocko.   Den ligger i provinsen Sefrou och regionen Fès-Meknès, i den nordöstra delen av landet, 240 km öster om huvudstaden Rabat. Antalet invånare är 11 050.